# Sośniny (Wójtowa)
Sośniny – część wsi Wójtowa w Polsce, położona w województwie małopolskim, w powiecie gorlickim, w gminie Lipinki.
W latach 1975–1998 Sośniny administracyjnie należały do województwa krośnieńskiego.
Wierni Kościoła rzymskokatolickiego należą do parafii św. Bartłomieja Apostoła.